# Marek Panek
Marek Panek (ur. 23 czerwca 1960 w Bytomiu) – polski duchowny rzymskokatolicki, doktor nauk humanistycznych, w latach 2013–2023 rektor Wyższego Śląskiego Seminarium Duchownego w Katowicach.

## Życiorys
Pochodzi z parafii Podwyższenia Krzyża Świętego w Katowicach-Brynowie. W 1979 ukończył naukę w VIII Liceum Ogólnokształcące im. Wilhelma Piecka w Katowicach, po czym wstąpił do Wyższego Śląskiego Seminarium Duchownego w Krakowie. Święcenia kapłańskie przyjął 27 marca 1986 w katedrze Chrystusa Króla w Katowicach z rąk bpa Damiana Zimonia. Następnie, jako wikariusz, posługiwał w parafii św. Mikołaja w Bielsku-Białej (1986–1989) oraz w parafii Trójcy Przenajświętszej w Rybniku-Popielowie (1989–1992). Równocześnie studiował na Akademii Teologii Katolickiej w Warszawie, gdzie w 1990 uzyskał licencjat z teologii, a w 2003 stopień doktora nauk humanistycznych w zakresie filozofii i logiki – metodologii nauk, na podstawie pracy dyplomowej Pojęcie supozycji sądu.
W latach 1994–2005 pracował najpierw jako asystent, a następnie jako adiunkt na warszawskiej Akademii Teologii Katolickej, przekształconej później w Uniwersytet Kardynała Stefana Wyszyńskiego. Od 2004 roku pełni funkcję starszego wykładowcy na Wydziale Teologicznym Uniwersytetu Śląskiego. Ponadto od 2012 roku był wicerektorem, a w 2013 został mianowany rektorem Wyższego Śląskiego Seminarium Duchownego w Katowicach. Obecnie pełni również funkcję przewodniczącego Komisji ds. Powołań i Formacji do Prezbiteratu II Synodu Archidiecezji Katowickiej.
W 2023 został zwolniony z obowiązków rektorskich w seminarium i otrzymał nominację na rektora kościoła św. Jana Nepomucena w Jedlinie.